# Ranunculus buchananii
Ranunculus buchananii är en ranunkelväxtart som beskrevs av Joseph Dalton Hooker. Ranunculus buchananii ingår i släktet ranunkler, och familjen ranunkelväxter. Utöver nominatformen finns också underarten R. b. multifidus.